# Edwin Sydney Vanspaul
Edwin Sydney Vanspaul là một cầu thủ bóng đá người Ấn Độ thi đấu ở vị trí tiền vệ cho Chennai City ở I-League.

## Sự nghiệp
Vanspaul đại diện Chennai City Football Club tại CFA Senior Division năm 2016 trước khi thi đấu cho Tamil Nadu ở Santosh Trophy.
Ngày 21 tháng 1 năm 2017 Vanspaul ra mắt ở I-League cho Chennai City trước Mohun Bagan. Anh đá chính và thi đấu 68 phút và Chennai City thất bại 2–1.

## Thống kê sự nghiệp
Tính đến 29 tháng 1 năm 2017
| Câu lạc bộ   | Mùa giải            | Giải vô địch        | Giải vô địch | Giải vô địch | Cúp Liên đoàn | Cúp Liên đoàn | Cúp Quốc gia | Cúp Quốc gia | Châu lục | Châu lục  | Tổng    | Tổng      |
| Câu lạc bộ   | Mùa giải            | Hạng đấu            | Số trận      | Bàn thắng    | Số trận       | Bàn thắng     | Số trận      | Bàn thắng    | Số trận  | Bàn thắng | Số trận | Bàn thắng |
| ------------ | ------------------- | ------------------- | ------------ | ------------ | ------------- | ------------- | ------------ | ------------ | -------- | --------- | ------- | --------- |
| Chennai City | 2016–17             | I-League            | 9            | 0            | —             | —             | 3            | 0            | —        | —         | 12      | 0         |
| Chennai City | 2017–18             | I-League            | 14           | 0            | —             | —             | 0            | 0            | —        | —         | 14      | 0         |
| Chennai City | Tổng cộng sự nghiệp | Tổng cộng sự nghiệp | 23           | 0            | 0             | 0             | 3            | 0            | 0        | 0         | 26      | 0         |